# Lorna Clarke
Lorna Clarke (13 de enero de 1944) es una jinete británica que compitió en la modalidad de concurso completo.
Ganó dos medallas en el Campeonato Mundial de Concurso Completo de 1986 y cinco medallas en el Campeonato Europeo de Concurso Completo entre los años 1983 y 1989.

## Palmarés internacional
| Campeonato Mundial | Campeonato Mundial     | Campeonato Mundial | Campeonato Mundial |
| Año                | Lugar                  | Medalla            | Categoría          |
| ------------------ | ---------------------- | ------------------ | ------------------ |
| 1986               | Gawler (Australia)     | Medalla de oro     | Por equipos        |
| 1986               | Gawler (Australia)     | Medalla de bronce  | Individual         |
| Campeonato Europeo |                        |                    |                    |
| Año                | Lugar                  | Medalla            | Categoría          |
| 1983               | Frauenfeld (Suiza)     | Medalla de plata   | Por equipos        |
| 1985               | Burghley (Reino Unido) | Medalla de oro     | Por equipos        |
| 1985               | Burghley (Reino Unido) | Medalla de plata   | Individual         |
| 1989               | Burghley (Reino Unido) | Medalla de oro     | Por equipos        |
| 1989               | Burghley (Reino Unido) | Medalla de bronce  | Individual         |